# Spheciospongia poterionides
Spheciospongia poterionides är en svampdjursart som först beskrevs av Jean Vacelet och Vasseur 1971.  Spheciospongia poterionides ingår i släktet Spheciospongia och familjen borrsvampar.
Artens utbredningsområde är Madagaskar. Inga underarter finns listade i Catalogue of Life.